# The Woman of the Iron Bracelets
The Woman of the Iron Bracelets er en britisk stumfilm fra 1920 af Sidney Morgan.

## Medvirkende
- Eve Balfour som Noah Berwell
- George Keene som Harry St. John
- Marguerite Blanche som Olive St. John
- George Bellamy som Dr. Harvey
- Arthur Walcott som Mr. Lawson
- Alice De Winton som Mrs. Lawson